# 429 Lotis
429 Lotis è un asteroide della fascia principale del diametro medio di circa 69,62 km. Scoperto nel 1897, presenta un'orbita caratterizzata da un semiasse maggiore pari a 2,6074731 UA e da un'eccentricità di 0,1234512, inclinata di 9,52718° rispetto all'eclittica.
Il suo nome è dedicato a Lotide, nella mitologia greca, una ninfa delle Naiadi che si trasformò in loto per sfuggire a Priapo, che voleva violentarla.